# Валеріке Геман
Валеріке Геман (рум. Valerică Găman, нар. 25 лютого 1989, Крайова) — румунський футболіст, захисник клубу «Астра» (Плоєшті).
Насамперед відомий виступами за клуб «Університатя» (Крайова), а також національну збірну Румунії.

## Клубна кар'єра
У дорослому футболі дебютував 2005 року виступами за команду клубу «Університатя» (Крайова), в якій провів шість сезонів, взявши участь у 94 матчах чемпіонату. 
У 2011 році захищав кольори команди клубу «Динамо» (Бухарест).
До складу клубу «Астра» (Плоєшті) приєднався 2011 року. Наразі встиг відіграти за команду з Плоєшті 27 матчів в національному чемпіонаті.

## Виступи за збірні
Протягом 2009–2011 років  залучався до складу молодіжної збірної Румунії. На молодіжному рівні зіграв у 12 офіційних матчах, забив 1 гол.
У 2011 році дебютував в офіційних матчах у складі національної збірної Румунії. Наразі провів у формі головної команди країни 9 матчів, забивши 1 гол.

## Титули і досягнення
- Чемпіон Румунії (1):

«Астра» (Джурджу): 2015–16
- Володар Кубка Румунії (1):

«Астра» (Джурджу): 2013–14
- Володар Суперкубка Румунії (2):

«Астра» (Джурджу): 2014
КС Університатя (Крайова): 2021